# SHANGRI-LA (本田美奈子の曲)
「SHANGRI-LA」（シャングリラ）は、1990年7月4日に発売された本田美奈子の18枚目のシングル。

## 収録曲
1. SHANGRI-LA
作詞：許瑛子、作曲：中崎英也、編曲：小林信吾
2. I〜私のままで
作詞：森本沙夜子、作曲：和泉常寛、編曲：見良津健男

## 収録アルバム
- SHANGRI-LA 
2000 millennium BEST（2000年5月24日）
本田美奈子BOX（2004年12月15日）
ANGEL VOICE 〜本田美奈子.メモリアル・ベスト〜（2007年4月18日）
- I〜私のままで
本田美奈子BOX（2004年12月15日）
ANGEL VOICE 〜本田美奈子.メモリアル・ベスト〜（2007年4月18日）

## TV
- スーパージョッキー
- ミュージックステーション
- ミュージックフェア
- 夜のヒットスタジオ